# バーハ州
バーハ州（バーハしゅう、アラビア語: منطقة الباحة）は、サウジアラビアの州。面積15,000km²、人口476,172人(2017年)。
サウジアラビアの南西部、メッカの近くに位置する。州都はバーハ市。バーハ地域はバーハ市とバルジュラシーを含んでいる。バルジュラシーは伝統的な市場スーク・アッ＝サブト（土曜日市場）として有名である。バルジュラシー市場は非常に古く、その正確な時代は不明である。

## 隣接州
- アスィール州
- マッカ州

## 下位行政区画

バーハ州の県

- バーハ
- バルジュラシー（英語版）
- Al Mandaq
- Al Makhwah
- Al Aqiq
- Qilwah
- Al Qara
- محافظة بني حسن
- محافظة غامد الزناد
- محافظة الحجرة